# 圣安德烈斯
圣安德烈斯（西班牙語：San Andrés）是哥伦比亚聖安德烈斯-普羅維登西亞省的首府，位于圣安德烈斯岛北端，经济产业主要是旅游业和渔业，是一个免税的港口。人口组成为20%的Raizal人和80%的本土哥伦比亚人。
1. ↑  （西班牙文） Census 2005 - San Andrés (DANE)